# Julia Högberg
Julia Sofia Högberg, född 22 juli 1982, är en svensk skådespelare.
Högberg är utbildad vid Teaterhögskolan i Stockholm 2001–2005. Hon debuterade 2005 i Van Veeteren – Moreno och tystnaden. 2007 blev hon nominerad till en Guldbagge för bästa kvinnliga huvudroll för sin roll som Gertrud i Den nya människan.
Hon är gift med skådespelaren Isak Hjelmskog.[källa behövs]

## Filmografi
- 2005 – Van Veeteren – Moreno och tystnaden
- 2007 – Den nya människan
- 2021 – Helt perfekt (TV-serie)

## Teater

### Roller (ej komplett)
| År   | Roll           | Produktion                   | Regi                 | Teater                 |
| ---- | -------------- | ---------------------------- | -------------------- | ---------------------- |
| 2003 | Varja Ivolgina | Idioten David Fishelson      | Alexander Mørk-Eidem | Stockholms stadsteater |
| 2013 | Rosalie Wells  | De oskyldiga Lillian Hellman | Jenny Andreasson     | Dramaten               |